# Orneta (stacja kolejowa)
Orneta – stacja kolejowa w Ornecie, w powiecie lidzbarskim, w województwie warmińsko-mazurskim, w Polsce.
Linia kolejowa z Ornety do Gutkowa została otwarta w 1884 roku, kolejna linia z Ornety do Pieniężna została ukończona w 1885 roku. Linię z Ornety do Morąga otwarto w 1894 roku. Połączenie do Lidzbarka Warmińskiego otwarto w 1905 roku i wreszcie w 1926 ukończono linię do Dobrów. Linia do Morąga została rozebrana w 1945 roku i w 2001 roku zawieszono ruch towarowy do Drwęczna.

## Ruch pasażerski
| Rok  | Wymiana pasażerska na dobę |
| ---- | -------------------------- |
| 2017 | 10-19                      |
| 2022 | –                          |